# Taiwanees honkbalteam

Vlag van Taiwan.

Het Taiwanees honkbalteam is het nationale honkbalteam van Taiwan. Het team vertegenwoordigt Taiwan tijdens internationale wedstrijden. De manager is Yeh Chih Shien.
Taiwan wordt tijdens internationale wedstrijden doorgaans als Chinees Taipei (met  als gehanteerde vlag) aangeduid. Het honkbalteam hoort bij de Aziatische Honkbalfederatie (BFA).

## Kampioenschappen

### Olympische Spelen
Taiwan was een van de acht deelnemende landen op de Olympische Spelen van 1984 (in Los Angeles) en 1988 (in Seoel) toen de sport als demonstratiesport op het programma stond, ze werden respectievelijk derde en zevende op deze toernooien.
Aan de officiële olympische edities (vanaf 1992) werd drie keer deelgenomen.
| Editie    | 1984 | 1988 | 1992   | 2004 | 2008 | 2020 |
| Prestatie | 3e   | 7e   | Zilver | 5e   | 5e   | -    |

 - = geen deelname 

### Wereldkampioenschappen
Taiwan en Japan waren in 1972 de eerste Aziatische deelnemers op de wereldkampioenschappen. Het ontbrak sindsdien op drie edities (1973 -in Cuba-, 1978 en 1980). Bij de 17x deelnames (op 39 edities) werden vier medailles behaald (0-1-3).
| Editie    | 1972 | 1973 ** | 1974 | 1976 | 1982 | 1984   | 1986  | 1988  | 1990 | 1994 | 1998 | 2001  | 2003 | 2005 | 2007 | 2009 | 2011 |
| Prestatie | 8e   | 5e      | 8e   | 7e   | 4e   | Zilver | Brons | Brons | 6e   | 6e   | 13e  | Brons | 4e   | 11e  | 8e   | 8e   | 13e  |

** WK in Nicaragua 

### World Baseball Classic
Taiwan nam deel aan alle edities van de World Baseball Classic. In 2013 plaatste Taiwan zich via kwalificatie, waarna de tweede ronde werd behaald.
| Editie    | 2006 | 2009 | 2013 | 2017 | 2023 |
| Prestatie | 12e  | 14e  | 8e   | 14e  | 17e  |

### Intercontinental Cup
Taiwan behaalde twee keer het podium op de Intercontinental Cup. Dat was de derde plaats, in 1983 en 2006.
| Editie    | 1983  | 2006  |
| Prestatie | Brons | Brons |